# Ann Kiyomura
Ann Kiyomura (née le 22 août 1955 à San Mateo) est une joueuse de tennis américaine, professionnelle dans les années 1970 et jusqu'en 1985.
Joueuse de double émérite, elle a remporté plus d'une vingtaine de titres dans cette spécialité sur le circuit WTA, dont le tournoi de Wimbledon en 1975 aux côtés de Kazuko Sawamatsu.